# Grab (przedsiębiorstwo)
Grab Holdings Inc. – singapurskie przedsiębiorstwo oferujące usługi transportu drogowego. Jest twórcą aplikacji mobilnej Grab, która pod względem funkcjonalności przypomina aplikację Uber. Usługi Grab są dostępne w takich krajach jak: Singapur, Malezja, Indonezja, Filipiny, Wietnam, Tajlandia, Kambodża i Birma.
Platforma Grab została uruchomiona w 2012 roku.